# Платичево
Платичево је насеље у општини Рума, у Сремском округу, у Србији. Према попису из 2022. било је 2202 становника. До 1963. ово насеље је било седиште Општине Платичево коју су чинила насељена места: Витојевци, Грабовци, Кленак, Никинци, Платичево и Хртковци. После укидања статуса општине у целини припојена територија општини Рума.

## Географске одлике
Платичево се налази у јужном делу румске општине. Изграђено је на путу Рума – Шабац, на оном месту где се од њега одваја локални пут, који иде до Витојеваца и Грабоваца. Платичево је од Руме удаљено 23 км, од Шапца 14 км, од Сремске Митровице 25 км, а од Новог Сада 60 км. На исти начин као и Никинци и Хртковци, Платичево је спојено са ауто–путем Београд–Загреб. Кроз Платичево такође пролази железничка пруга Рума – Шабац.
Атар Платичева је издужен правцем запад – исток на дужини од 12 км. Површина атара је 42,39 км² и граничи се са атарима Хртковаца, Никинаца, Грабоваца, Витојеваца и Кленка, а западну границу чини река Сава. Атар Платичева лежи на сремској лесној тераси, а само његов крајњи, западни део на алувијалној равни Саве. Границу између ове две геоморфолошке целине чини прегиб висок од 3 до 5 м. Лесна тераса висока је од 77 до 82 м и благо је заталасана. Основни облици рељефа су гредице и депресије између њих, издужене правцем исток–запад и представљају лесом засуте старе рукавце Саве и обалске гредице између њих.
Највећи хидролошки објекат у Платичеву је Сава. Њено корито овде није омеђено насипом, тако да се река излива и плави алувијалну раван. Сем површинским путем, она приликом великих водостаја и подземно храни водом баре у депресијама. На лесној тераси највећа бара је била Трсковача, која је данас исушена. Источну границу атара чини долина Врањ, према којој отичу сви дренажни канали. Фреатска издан је и овде плитка, чак се у неким данима пењала и до 0,92 м испод површине земље. У депресијама и на алувијалној равни издан је још плића. На једној истражној бушотини уз Саву откривен је први слој субартешке издани на дубини између 8 и 29 м.
Платичево је правоугаоног облика и основу му чине две дуже паралелне улице изграђене на лесним гредама и три краће попречне улице. Основа је донекле поремећена ширењем дуж пута за Руму, као и градњом неколико краћих улица на периферији села. Улица у северном делу Платичева је шира од осталих, што је условила утолеглица, која иде њеном средином.

## Историја
Први помен о Платичеву потиче из 1366. године, када се насеље спомиње под именом Fenberek, да би временом мењало назив све до 1426. године, када је записано као Fenberek Nomine Palaticho. Као посед у средњем веку, насеље се налазило у власништву сремскомитровачког спахилука. После овог времена, па све до краја 17. века овде нема података о насељу. Тек тада се на овом простору помиње насеобина под данашњим именом.
Овде се такође у том периоду насељавају римокатолички Арнаути. Према попису из 1869. године у Платичеву је живело 962 становника, да би временом број становника стално се повећавао. Према попису становништва из 1981. године овде је живело укупно 2812 становника, од тога 49,3% су били мушкарци, а 50,7% су биле жене. Просечна старост становништва износила је 35,1 годину. Срби су чинили 59,2% популације, Хрвати 23,0%, а Мађари 7,2%. У послератном периоду расте број и удео Срба, а опада број Хрвата и Мађара.
Према попису становништва из 2002. године у Платичеву живи укупно 2760 становника, од тога 1374 или 49,7% мушкараца и 1413 или 51,2% жена. Просечна старост је 39,7 година. Из табеле се види да је и овде, као и у Никинцима и Хртковцима структура становништва разноврсна. Већину становништва чине Срби 72,7%, Хрвати 13,1% и Мађари 6,3%.

## Привреда
У Платичеву је привреда усмерена ка пољопривредној производњи. Највећи део површина је под ораницама 56,8%, под шумама 29,2% и трстицима 2,5%. Шуме и трстици су у друштвеном, а оранице највећим делом у приватном власништву. Под шумама је западни део атара, односно читава алувијална раван Саве и ивични делови лесне терасе, као и мања површина јужно од села. Највеће површине под трстицима су у потесу Трсковача, источно од села. Највећа бара у овом потесу, бара Трсковача је исушена и претворена у обрадиво земљиште. До краја 2004. године радиће се на томе да потес Трсковача поново постане пашњак и бара с једним рибњаком, који би био природни резерват за бројне ретке врсте птица и риба. Ово је веома битно, јер је исушивањем ове баре, која је подземним водама везана са Обедском баром, значајно поремећена микроклима и дошло је до директне деградације око 600 ha обрадивог земљишта. (Букуров, 1990)
За Платичево је значајна производња поврћа, док производња бостана има веома дугу традицију. Мада, када је у питању будућност пољопривреде Платичева, ово село има предиспозиције за производњу јестивих печурки. Поенту у том погледу представља гљива тартуф. Платичево је један од два „тартуфска“ центра у Срему, због шума, које расту у околини овог села, јер тартуф искључиво успева између шумских дрвећа.
Кроз село је спроведен водовод, гасовод и телефонска мрежа. Овде се такође у центру села налази пошта, дом здравља, ватрогасни дом, основан још 1934. године и дом културе, у којем се налазе биоскопска сала, диско клуб, бифе фудбалског клуба и сала за прославе. У селу је регистровано више од 80 занатских радњи. Неки се баве чак и старим занатима, али већина се бави савременим бизнисом. Овде постоји фабрика обуће, млин, грађара и многи други објекти, а у плану је отварање експозитуре једне банке, још боља покривеност мобилном телефонијом, доградња спортске сале у сеоској школи и сл. Овде такође, поред фудбалског клуба активно делује и ловачко друштво.
Значајну улогу у привреди села има ловиште „Каракуша“, основано 1977. године. Ловиште има веома повољан географски положај. Налази се поред магистралног пута Нови Сад – Рума – Шабац и у близини великих центара домаће туристичке понуде, а положај газдинства је веома повољан и за долазак стране клијентеле, јер је од ауто – пута Београд — Загреб удаљено 21 km, а од аеродрома у Сурчину 65 km. У ловишту се налази и ловачки дом, који пружа смештај ловцима, који долазе овде.
Посавско ловиште „Каракуша“ налази се на алувијалној равни Саве и на лесној тераси. Температуре ваздуха, као елемент климе, који директно утиче на живот дивљачи, која насељава ово ловиште, је повољна. С аспекта ловног газдовања позитивна је чињеница и да се најмање падавина излучи зими. Подручје, на којем је лоцирано ловиште, веома је богато подземним и површинским водама. Највећи хидрографски објекат је река Сава, која ограничава ловиште са западне и јужне стране. Поред Саве, површинске воде чине и многобројне мртваје, баре и канали, који заједно са Савом служе као појилишта за дивље свиње и јелене.
Доминантне биљне заједнице на подручју ловишта су шуме храста лужњака у депресијама, шуме лужњака и граба са јасеном, шуме беле тополе, а природне ливаде прекривене су разноврсним травама. Наведене биљне заједнице су веома погодне за живот дивљачи и биле су, поред осталих географских елемената, важан услов за формирање ловишта.
Подручје ловишта пружа могућност сталног опстанка великог броја животињских врста, што ово ловиште чини привлачно и веома атрактивно не само за ловце, већ и за орнитологе и уопште љубитеље природе. По броју животињских врста Каракуша представља једно од најбогатијих станишта у Војводини. Основне врсте дивљачи у ловишту су: јелен, срна и дивља свиња.

## Демографија
У насељу Платичево живи 2200 пунолетних становника, а просечна старост становништва износи 39,7 година (37,8 код мушкараца и 41,6 код жена). У насељу има 897 домаћинстава, а просечан број чланова по домаћинству је 3,08.
Ово насеље је углавном насељено Србима (према попису из 2002. године), а у последња три пописа, примећен је пад у броју становника.
|  |

| Демографија | Демографија | Демографија |
| Година      | Становника  | Становника  |
| ----------- | ----------- | ----------- |
| 1948.       | 2.378       |             |
| 1953.       | 2.507       |             |
| 1961.       | 2.726       |             |
| 1971.       | 2.824       |             |
| 1981.       | 2.812       |             |
| 1991.       | 2.809       | 2.676       |
| 2002.       | 2.760       | 2.899       |
| 2011.       | 2.444       |             |

| Етнички састав према попису из 2002.‍ | Етнички састав према попису из 2002.‍ | Етнички састав према попису из 2002.‍ | Етнички састав према попису из 2002.‍ | Етнички састав према попису из 2002.‍ |
| ------------------------------------ | ------------------------------------ | ------------------------------------ | ------------------------------------ | ------------------------------------ |
|                                      |                                      |                                      |                                      |                                      |
| Срби                                 | Срби                                 |                                      | 2.007                                | 72,71%                               |
| Хрвати                               | Хрвати                               |                                      | 361                                  | 13,07%                               |
| Мађари                               | Мађари                               |                                      | 174                                  | 6,30%                                |
| Југословени                          | Југословени                          |                                      | 81                                   | 2,93%                                |
| Роми                                 | Роми                                 |                                      | 57                                   | 2,06%                                |
| Црногорци                            | Црногорци                            |                                      | 6                                    | 0,21%                                |
| Македонци                            | Македонци                            |                                      | 2                                    | 0,07%                                |
| Албанци                              | Албанци                              |                                      | 2                                    | 0,07%                                |
| Украјинци                            | Украјинци                            |                                      | 1                                    | 0,03%                                |
| Словенци                             | Словенци                             |                                      | 1                                    | 0,03%                                |
| Словаци                              | Словаци                              |                                      | 1                                    | 0,03%                                |
| Муслимани                            | Муслимани                            |                                      | 1                                    | 0,03%                                |
| непознато                            | непознато                            |                                      | 15                                   | 0,54%                                |

| Година пописа     | 1948. | 1953. | 1961. | 1971. | 1981. | 1991. | 2002. |
| ----------------- | ----- | ----- | ----- | ----- | ----- | ----- | ----- |
| Број домаћинстава | 618   | 641   | 735   | 780   | 986   | 851   | 897   |

| Број чланова      | 1   | 2   | 3   | 4   | 5  | 6  | 7  | 8 | 9 | 10 и више | Просек |
| ----------------- | --- | --- | --- | --- | -- | -- | -- | - | - | --------- | ------ |
| Број домаћинстава | 182 | 204 | 162 | 181 | 91 | 49 | 20 | 3 | 3 | 2         | 3,08   |

| Пол    | Укупно | Неожењен/Неудата | Ожењен/Удата | Удовац/Удовица | Разведен/Разведена | Непознато |
| ------ | ------ | ---------------- | ------------ | -------------- | ------------------ | --------- |
| Мушки  | 1.104  | 336              | 695          | 43             | 28                 | 2         |
| Женски | 1.197  | 216              | 711          | 253            | 16                 | 1         |
| УКУПНО | 2.301  | 552              | 1.406        | 296            | 44                 | 3         |

| Пол    | Укупно                    | Пољопривреда, лов и шумарство | Рибарство                            | Вађење руде и камена | Прерађивачка индустрија       |
| ------ | ------------------------- | ----------------------------- | ------------------------------------ | -------------------- | ----------------------------- |
| Мушки  | 573                       | 241                           | 0                                    | 0                    | 130                           |
| Женски | 248                       | 98                            | 0                                    | 0                    | 50                            |
| УКУПНО | 821                       | 339                           | 0                                    | 0                    | 180                           |
| Пол    | Производња и снабдевање   | Грађевинарство                | Трговина                             | Хотели и ресторани   | Саобраћај, складиштење и везе |
| Мушки  | 6                         | 46                            | 27                                   | 8                    | 49                            |
| Женски | 0                         | 1                             | 30                                   | 9                    | 1                             |
| УКУПНО | 6                         | 47                            | 57                                   | 17                   | 50                            |
| Пол    | Финансијско посредовање   | Некретнине                    | Државна управа и одбрана             | Образовање           | Здравствени и социјални рад   |
| Мушки  | 0                         | 7                             | 19                                   | 10                   | 4                             |
| Женски | 1                         | 5                             | 6                                    | 24                   | 17                            |
| УКУПНО | 1                         | 12                            | 25                                   | 34                   | 21                            |
| Пол    | Остале услужне активности | Приватна домаћинства          | Екстериторијалне организације и тела | Непознато            | Непознато                     |
| Мушки  | 12                        | 1                             | 0                                    | 13                   | 13                            |
| Женски | 5                         | 0                             | 0                                    | 1                    | 1                             |
| УКУПНО | 17                        | 1                             | 0                                    | 14                   | 14                            |